# Cuonzo Martin
Pour les articles homonymes, voir Martin (nom de famille).
Cuonzo Martin, né le 23 septembre 1971, à East St. Louis, en Illinois, est un joueur et entraîneur américain de basket-ball. Il évoluait aux postes d'arrière et d'ailier.

## Palmarès
- CBA All-Rookie First Team 1996